# Петроградское городское кредитное общество
Петроградское городское кредитное общество (фр. La société du crédit foncier de la ville de Pétrograde, до 1914 года Санкт-Петербургское городское кредитное общество) — первое негосударственное учреждение ипотечного кредитования в Российской империи, функционировавшее с 1861 по 1919 год в Петербурге — Петрограде.
Общество сыграло важнейшую роль в истории финансов России как «пилотный проект», по образцу которого впоследствии было учреждено более 30 аналогичных кредитных обществ по всей стране. Мобилизованные им ресурсы частных и институциональных инвесторов позволили возвести в столице десятки зданий, которые и поныне составляют элитарный жилой фонд Петербурга. Здание самого общества вписано в историю культуры России и как архитектурный шедевр, и как объект культурного наследия, связанный с именами видных деятелей литературы. Процентные бумаги общества были популярны, как источник средств для выдачи премий, стипендий и других регулярных выплат за счёт регулярного дохода от этих финансовых инструментов.

## История
К началу 1860-х годов в России потребности городов в долгосрочном кредитовании строительных проектов на принципах ипотеки были крайне затруднены. На фоне полного отсутствия частных коммерческих банков Петербургское городское кредитное общество стало первым в России негосударственным финансовым учреждением, нацеленным на поддержку роста производительных сил в городах. По уставу, «высочайше утверждённому» 4 (16) июня 1861 года, общество учреждалось при петербургском городском общественном управлении «для производства ссуд под залог недвижимых имуществ, состоящих в черте города С.-Петербурга». Его верховным органом являлось Общее собрание членов общества — владельцев заложенных в нём имуществ. Общее собрание избирало орган распорядительной и исполнительной власти — Правление в составе трёх директоров, а также Наблюдательный комитет, члены которого осуществляли контроль за деятельностью Правления.
Открытие общества состоялось 14 (26) октября 1861 года. В дальнейшем его учредительные документы стали типовым образцом для других городских кредитных обществ, открывавшихся впоследствии: московского (1862), рижского (1864), ревельского (1868) и других. По правилам, утверждённым 31 мая (12 июня) 1872 года, все эти общества были отнесены ко второй из трёх категорий финансово-кредитных учреждений России — выдающие долгосрочные ссуды, но не принимающие вкладов.
Первые 10-15 лет финансовое положение общества не вызывало опасений. Однако в начале последней четверти XIX века на фоне бурного развития предпринимательства и так называемой «строительной горячки» общество испытало «болезни роста». Расширилась практика ссуд под залог завышенной оценки строений, не оконченных каменной кладкой. В 1874 и 1881 годах общество повысило расценки, по которым имущества принимались в залог, что позволяло неисправным должникам покрывать недоимки перезалогами по новым, более высоким ценам. К 1881 году в категории несостоятельных оказалось уже более трети залогов. При реализации 205 таких имуществ непокрытые обществом убытки составили 7,5 млн (по другим сведениям 7,3 млн) рублей, и к 1885 году общество приблизилось к критической черте. Для исключения злоупотреблений в 1886 году пришлось пересмотреть устав (закон от 12 (24) июня 1886 № 3810). В частности, Общее собрание было заменено собранием 210 уполномоченных. Тогда же был образован Комитет владельцев облигаций в составе 6 человек (4 — по избранию общего собрания облигационеров, 1 по выбору городской думы и 1 по выбору биржевого комитета). Председатель Комитета владельцев облигаций назначался министром финансов.
В последующие 30 лет кредитное общество развивалось стабильно, сохраняя лидерство среди других городских кредитных обществ России. По состоянию на 1 марта 1895 года по сумме номиналов облигаций в обращении (178 494 900 рублей) общество находилось на первом месте в России. На 1 января 1902 года по валюте баланса (23 634 000 рублей) общество лидировало среди других негосударственных учреждений взаимного кредита в Петербурге.
На 1 января 1909 года запасной капитал общества достиг 8 852 000 рублей. На 1 января 1913 года баланс общества составлял 434 миллиона рублей, прибыль — 1 953 864 рублей. При наличии 5391 залога недвижимых имуществ сумма облигаций в обращении составляла 303 591 500 рублей. Всего же за 50 лет к 1911 году сумма эмиссий облигаций всех выпусков превысила 600 миллионов рублей.
На 1 марта 1915 года основной капитал общества, составлявший одну десятую долю облигаций в обращении, достиг суммы 42 779 940 рублей.
В июне 1919 года на основании декрета «О ликвидации городских и губернских кредитных обществ» Петроградское кредитное общество было ликвидировано.

## Здание
В 1876—1879 гг. для городского кредитного общества было возведено новое здание на площади у Александринского театра. Шикарные интерьеры и местоположение рядом с крупнейшим Императорским театром города предопределили использование зала общих собраний общества для концертов, литературных чтений и благотворительных вечеров. Здесь выступали писатели Дмитрий Григорович и Фёдор Достоевский, а для Ивана Бунина зал Кредитного общества стал местом его публичной литературной премьеры.

Пожар 1885 года в здании Общества

Поздно вечером 30 января (11 февраля) 1885 года на хорах концертного зала начался пожар. Через час крыша обрушилась вовнутрь, и огонь охватил весь зал. Битва с огнём продолжалась почти сутки. Благодаря самоотверженному труду пожарных, один из которых погиб, а двое получили тяжёлые травмы, удалось отстоять от возгорания нижние этажи, а также соседние здания и надворные флигели. Свидетелями пожара и обрушения крыши стали император Александр III и великий князь Михаил Михайлович, от имени которых двое пострадавших пожарных были пожалованы 50 рублями на каждого. О выплатах семье погибшего пожарного от августейшей семьи в рапорте градоначальника не сообщено. Для вознаграждения других членов пожарных команд Городское кредитное общество выделило 487 рублей.
В 1919 году после закрытия общества в его здании разместился Петроградский губернский отдел коммунального хозяйства, в ведение которого перешла вся документация по технической и страховой оценке зданий, возведённых в городе при финансовом содействии этого учреждения. С 1950-х годов в здании размещалось Управление Ленметростроя, а в 1993 году его арендатором стал банк «Санкт-Петербург».

## Облигации общества
Процентные облигации с фиксированным доходом служили удобным средством формирования капитала для получения регулярного, стабильного дохода на протяжении длительного времени. Так, Комитет по назначению Менделеевских премий Русского физико-химического общества (РФХО) при Императорском Петроградском университете, поместил в облигации Петроградского городского кредитного общества средства, собранные учредителями этой премии. Сами облигации на сумму 18 тысяч 200 рублей физически хранились в Государственном банке, а кредитное общество регулярно перечисляло суммы погашения купонов по ним на счёт РФХО в Василеостровском отделении банка «Лионский кредит», с которого и производилась выплата премий лауреатам.
Облигации общества были ведущим активом в портфеле инвестиций крупнейшего биржевого спекулянта 1910-х годов Захария Жданова. В общей сложности он скупил их на сумму около 1 миллиона рублей по номинальной стоимости.

## Руководство
Накануне Первой мировой войны Петроградское городское кредитное общество возглавляли:
- Правление (на 1916 год)[11]
  - Тарасов Николай Алексеевич (председатель)
  - Жидков Иван Александрович
  - Виташевский Николай Аркадьевич
  - Яковлев Павел Петрович
- Наблюдательный комитет (на 1914 год)[18]
  - Брафман Александр Яковлевич (председатель)
  - фон Анреп Василий Константинович, медик, председатель совета Русско-Французского коммерческого банка, член III Государственной думы
  - Еврейнов Владимир Алексеевич,
  - Ефимов Василий Трифонович
  - Костылёв Николай Александрович
  - Кудрявцев Николай Галактионович
  - Никитин Анатолий Николаевич
  - граф Татищев Николай Иванович, гласный городской думы
  - Худяков Сергей Николаевич
  - Ченгери Иосиф Ксавериевич
  - Экарев Алексей Алексеевич